# Station Saléchan-Siradan
Station Saléchan-Siradan is een spoorwegstation in de Franse gemeente Saléchan.